# Jean Lebrun
Pour les articles homonymes, voir Lebrun.
Jean Lebrun, né le 14 mai 1950 à Saint-Malo (Ille-et-Vilaine), est un journaliste français.
Professeur agrégé d'histoire, il préfère rapidement le journalisme à l'enseignement. Après avoir collaboré à Combat, La Croix et Esprit, il devient producteur des radios France Culture puis France Inter.

## Biographie

### Famille
Né le 14 mai 1950 d'un père jardinier et d'une mère concierge, Jean Lebrun grandit en banlieue parisienne et étudie dans le collège catholique Notre-Dame de la Providence d'Enghien-les-Bains.

### Formation
Il poursuit ses études supérieures à la Sorbonne alors plongée dans le mouvement de Mai 68. Il consacre un mémoire de maîtrise à l'histoire de La Trappe, à Rancé.
Agrégé d'histoire, il abandonne l'enseignement, après un passage au lycée Paul-Éluard (1974-1981), pour s'engager dans le journalisme.

### Journalisme
Il collabore à Combat, à l'émission télévisée Le Jour du Seigneur dans les années 1970, à la revue Esprit, dont il fut membre du comité de rédaction, et à La Croix, dont il a co-dirigé le service culturel.

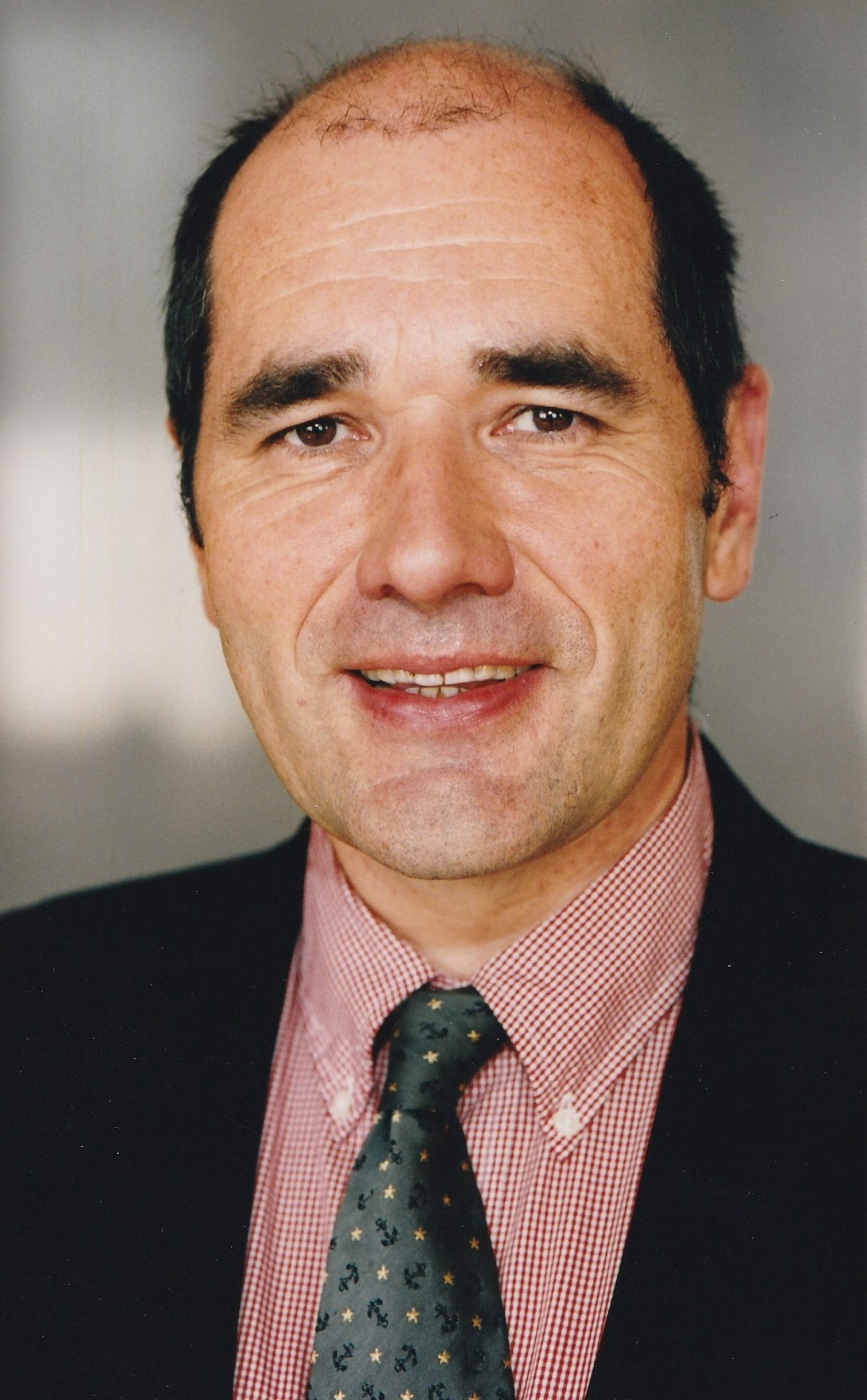
Jean Lebrun au Festival international de géographie (1999).

À France Culture, où il fait l'essentiel de sa carrière, il produit et anime les émissions Culture Matin (de 1992 à 1999) et Pot-au-feu puis Travaux publics. Cette dernière émission (de 18 h 20 à 19 h 30) est diffusée en direct du café argentin El Sur, boulevard Saint-Germain à Paris, les lundis, mardis et mercredis, et dans différentes villes de France les jeudis et vendredis. L'enregistrement a parfois lieu dans des festivals ou à l'étranger. En juin 2008, il arrête la production de Travaux publics. Il exerce alors, jusqu'en février 2011, les fonctions de conseiller aux programmes auprès du directeur de France Culture.
Par la suite, il remplace Patrice Gélinet, producteur de 2000 ans d'histoire sur France Inter, avec La Marche de l'Histoire du 28 février 2011 au 26 juin 2020. Il continue avec Le vif de l'Histoire à partir du 24 août 2020 et avec Intelligence Service à partir du 29 août 2020.
Il est notamment l'auteur de Journaliste en campagne (2006) et de Le Journalisme en chantier : chronique d'un artisan (2008), tous deux publiés par les éditions Bleu autour.

## Publications
- L'Abbé Louis-Joseph Fret : historien et diseur de vérités 1800-1843, « Cahiers percherons », n° 60, Association des amis du Perche, 40 p., 1978  (ISBN 2-900122-60-0)
- Lamennais ou l'inquiétude de la liberté, Paris,  éd. Fayard, 281 p., 1981  (ISBN 2-213-00926-0)
- Pour l'amour des villes : entretiens avec Jacques Le Goff, Paris,  éd. Textuel, 159 p., 1997  (ISBN 2-909317-45-5)
- Femmes publiques : entretiens avec Michelle Perrot, Paris,  éd. Textuel, 159 p., 1997  (ISBN 2-909317-32-3)
- Le Livre en révolutions : entretiens avec Roger Chartier, Paris,  éd. Textuel, 159 p., 1997  (ISBN 2-909317-34-X)
- La République sur le fil : entretiens avec Serge Berstein, Paris,  éd. Textuel, 143 p., 1998  (ISBN 2-909317-50-1)
- Une laïcité pour tous : entretiens avec René Rémond, Paris,  éd. Textuel, 143 p., 1998  (ISBN 2-909317-64-1)
- Raison d'Église : de la rue d'Ulm à Notre-Dame, 1967-2000 : entretiens avec Jean-Robert Armogathe, Paris,  éd. Calmann-Lévy, 193 p., 2001  (ISBN 2-7021-2782-7)
- L'Homme dans le paysage : entretiens avec Alain Corbin, Paris,  éd. Textuel, 2001, 190 p.  (ISBN 2-84597-027-7)
- Jacques Lacarrière : entretiens avec Jean Lebrun, Paris, éd. Flammarion, coll. « Mémoire vivante », 181 p., 2002  (ISBN 2-08-068206-7)
- Journaliste en campagne, Saint-Pourçain-sur-Sioule,  éd. Bleu autour, 125 p., 2006  (ISBN 2-9120-1955-9 et 978-2-9120-1955-4)
- Le Journalisme en chantier : chronique d'un artisan, Saint-Pourçain-sur-Sioule,  éd. Bleu autour, 127 p., 2008  (ISBN 978-2-35848-000-0)
- Notre Chanel[9], Saint-Pourçain-sur-Sioule,  éd. Bleu autour, 280 p., 2014  (ISBN 978-2-35848-058-1) ; édition augmentée, Paris,  éd. Pluriel, 316 p., 2016  (ISBN 978-2-8185-0498-7)
- Les Grands Débats qui ont fait la France, avec Isaure Pisani-Ferry, Paris,  éd. Flammarion/ France Inter, 352 p., 2014  (ISBN 978-2-08-133270-6)
- « Le disciple prodigue », dans Faiseurs d'histoire. Pour une histoire indisciplinée, sous la direction de Philippe Gumplowicz, Alain Rauwel et Philippe Salvadori,  éd. Presses universitaires de France, p. 175-190, 2016  (ISBN 978-2-13-073292-1)
- Charles de Rémusat, Mémoires de ma vie, présentation, préface et postface, Paris,  éd. Perrin, 247 p., 2017  (ISBN 978-2-262-06804-2)
- Ici Saint-Pierre-et-Miquelon, Paris, éd. Bleu autour, 176 p., 2021  (ISBN 978-2358481557)

## Récompenses et distinctions
- 1997 : prix Richelieu
- 2014 : prix Goncourt de la biographie[10] pour Notre Chanel[11]

### Source
: document utilisé comme source pour la rédaction de cet article.
- « Jean Lebrun, le marginal du Paf », Témoignage chrétien, 16 novembre 2006.

### Iconographie
- Jean Lebrun, portrait de Fernand Michaud (1929-2012), Festival d'Avignon (40 ; 1986), 1 photogr. n. & b. ; 50 x 40 cm lire en ligne sur Gallica.

### Radio, audio
- Regard audio de Jean Lebrun sur Travaux publics
- Interview de Jean Lebrun par Thomas Baumgartner - Mythologies de poche sur France Culture
- Interview de Jean Lebrun par Michèle Ressi - Herodote.net